# Hans Theodor Soergel
Hans Theodor Soergel (* 6. Oktober 1867 in Schwarzach; † 11. November 1943 in Freilassing) war ein deutscher Rechtswissenschaftler, Zeitungsherausgeber und Autor juristischer Fachliteratur.
Hans Theodor Soergel war ein bayerischer Hofrat, Privatgelehrter und Schriftsteller. Er ließ sich im bayerischen Freilassing nieder, wo er bis zu seinem Tode lebte. 1897 gründete er die juristische Fachzeitschrift Das Recht. 1921 gab er erstmals den BGB-Kommentar Soergel, heraus, der bis heute zu den führenden BGB-Großkommentaren zählt.

## Veröffentlichungen (Auswahl)
- Kriegsrechtsprechung und Kriegsrechtslehre 1914/15, Stuttgart 1916